# Stefano Bakonyi
Stefano De Vita (cerca de Budapest,25 de diciembre de  1892–Bordighera, Italia, 8 de octubre de 1969) escritor e ingeniero.
Nació en el seno de una familia modesta y tras completar la secundaria estudió química. Entre 1914 y 1918 sirvió en el ejército húngaro donde sufrió un grave traumatismo cráneocerebral. Tras reponerse vivió un tiempo en Alemania y algunos países anglófonos y dirigió su propia consultoría. 
Estudió varias lenguas artificiales como el esperanto y publicó en interlingua Civilization e Lingua Universal.